# Pont de Sèvres (metropolitana di Parigi)
Pont de Sèvres è una stazione della linea 9, e in futuro anche della 15, della metropolitana di Parigi.

## La stazione
La stazione venne aperta nel 1934 ed ha tre binari passanti.

## Interconnessioni
- Bus RATP - 160, 171, 179, 279, 291, 389, 467, SUBB
- Bus e-Zybus - 40, 42, 43, 46
- Bus Hourtoule - 27.17
- Bus SAVAC - 307.03
- Bus Traverciel - 026
- Noctilien - N61